# トヨタ・AE86
AE86（エーイーハチロク）とは、1983年（昭和58年）にトヨタ自動車が発売した4代目カローラレビン/スプリンタートレノの共通車両型式番号。俗にハチロクという通称で知られる。設計と生産は関東自動車工業が担当した。
本項目では、同系列の1.5 L SOHC・シングルキャブレター仕様の3A-U型エンジンを搭載したAE85型（通称：ハチゴー）についても便宜上記述する。
2009年（平成21年）の第41回東京モーターショーに先立ち、AE86を最後にトヨタのラインナップから途絶えていたFRライトウェイトスポーツクーペとして「FT-86」というコンセプトカーが発表され、2012年（平成24年）2月に「86」の車名で市販化された。

## 評価

### 発売当初
発売当時の1980年代は、過給機（ターボチャージャー・スーパーチャージャー）等による高出力化や、軽自動車 - リッターカー程度の小型車で一般的だった前輪駆動（FF）の普通乗用車への適用による居住性等の向上といった指向が日本車のトレンドであり、基幹車種のカローラ/スプリンターも、1983年（昭和58年）発売のE80系でセダン・リフトバックが前輪駆動に移行した。
そのような中で、レビン/トレノは従来と同じ自然吸気（NA）の1.6 Lエンジンと後輪駆動（FR）の組み合わせ、足回りも先代のTE71型から流用した旧態的なフロントストラット、リヤラテラルロッド付きの5リンクリジッドアクスルサスペンションを採用しており、当時のレベルからしても単純な構造であったことから、同時期に発売された他の国産スポーツカーと比較して見劣りした。しかし、TE71型から流用されたサスペンションは改造が容易であったほか、新規開発の4A-GEUエンジンはチューニング志向の強い層から絶大な支持を受け、その後も人気が長続きする理由となった。発売から1週間後にはジムカーナ仕様車やラリー仕様車が完成したとも言われている。
1987年（昭和62年）5月、レビン/トレノが次代のAE92型へとモデルチェンジして前輪駆動に移行したことで、AE86は日本車では希少となった軽量な後輪駆動車としてその存在が再認識され、新車販売当時以上にモータースポーツ関係者やドリフト走行愛好者の間で注目されるようになった。
またプロレーサーの土屋圭市が、当時から現在に至るまで所有し取り上げ続けたことで注目を集めるようになる。土屋は「ドリフトを極められたのはAE86のおかげ」と語っており、その理由にボディ剛性の高さと応答性の良さを挙げている。土屋の『ドリフトキング（ドリキン）』という異名は、雨の富士フレッシュマンレースにおいて100RをAE86でドリフト走行していた様子からつけられたという。

### 「頭文字D」の影響とその後の動向

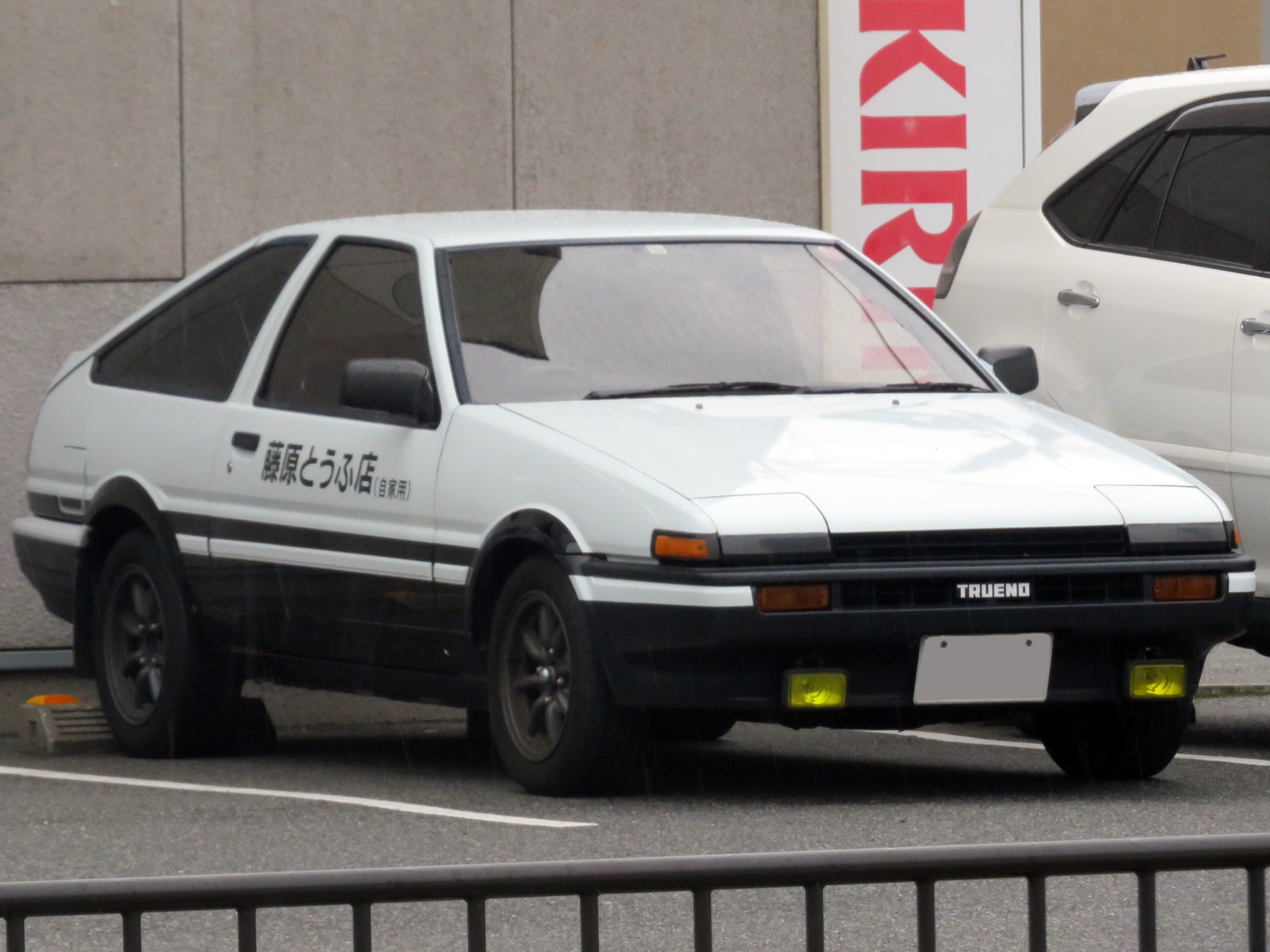
スプリンタートレノ
3ドア前期型「頭文字D」仕様車

かつての中古車市場におけるAE86の人気は2ドアレビンが圧倒的であり、その後に3ドアレビン、2ドアトレノと続き、3ドアトレノが最も人気のないモデルであった。しかし、1995年（平成7年）に連載が開始された漫画『頭文字D』（作・しげの秀一）が人気を集めると、同作の主人公である藤原拓海の搭乗車種という理由から、3ドアトレノの人気が急上昇する逆転現象が生じた。トレノは新車時の販売台数も中古車としての流通も少なかったため、漫画での紹介以降、旧式のメカニズムを持つ中古車としては異常なまでのプレミアム価格で取引され、カルト的な人気を博すことになった。『頭文字D』のテレビアニメ版における主人公藤原拓海の担当声優である三木眞一郎が愛車にしている。
長きにわたる人気のため、多くの中古車販売店や整備工場でレストア技術が確立されており、その様子がインターネット上に動画で公開されるといったことも人気が続く理由のひとつと考えられている。
生産終了から年月を経た現在も、他の国産スポーツカーと同様に日本国内のみならず海外でも需要があるため、中古車価格は高騰し続けている。車齢が高いこと、スポーツ走行で使われることが多いため疲弊や事故などによって損傷した個体が非常に多いこと、上記の人気ゆえに絶版後も需要が相当数あったことで状態の良い個体は軒並み数を減らしたこと、車両の性格やその人気と年式ゆえにワンオーナーの個体が少ないことなどが重なり、極めて状態の良い個体には新車並み、場合（フルレストア車や、実走行で修復歴無し等）によっては500万円といった超プレミアム価格がつけられることもある。2022年現在でも国産車としては極めて任意保険料率の高い車種でもある。
長年培った様々なノウハウや社外パーツでのチューニングに加え、後に登場したAE92/101/111型に搭載されるスーパーチャージャー、4連スロットルボディ、20バルブ4A-GEエンジン等を流用する純正品でのチューニングメニューも多い。
これらの事情が絡み合って、2024年現在では所謂チューニングパーツのみならずリプロダクションパーツも純正品(GRヘリテージパーツ)・社外品ともども供給が行われ始めてており、ボディパネルすらAピラー以前やサイドシル、3ドアのクォーターパネル等に関しては社外リプロパーツが存在するなど長期維持に向けた環境が整いつつある。

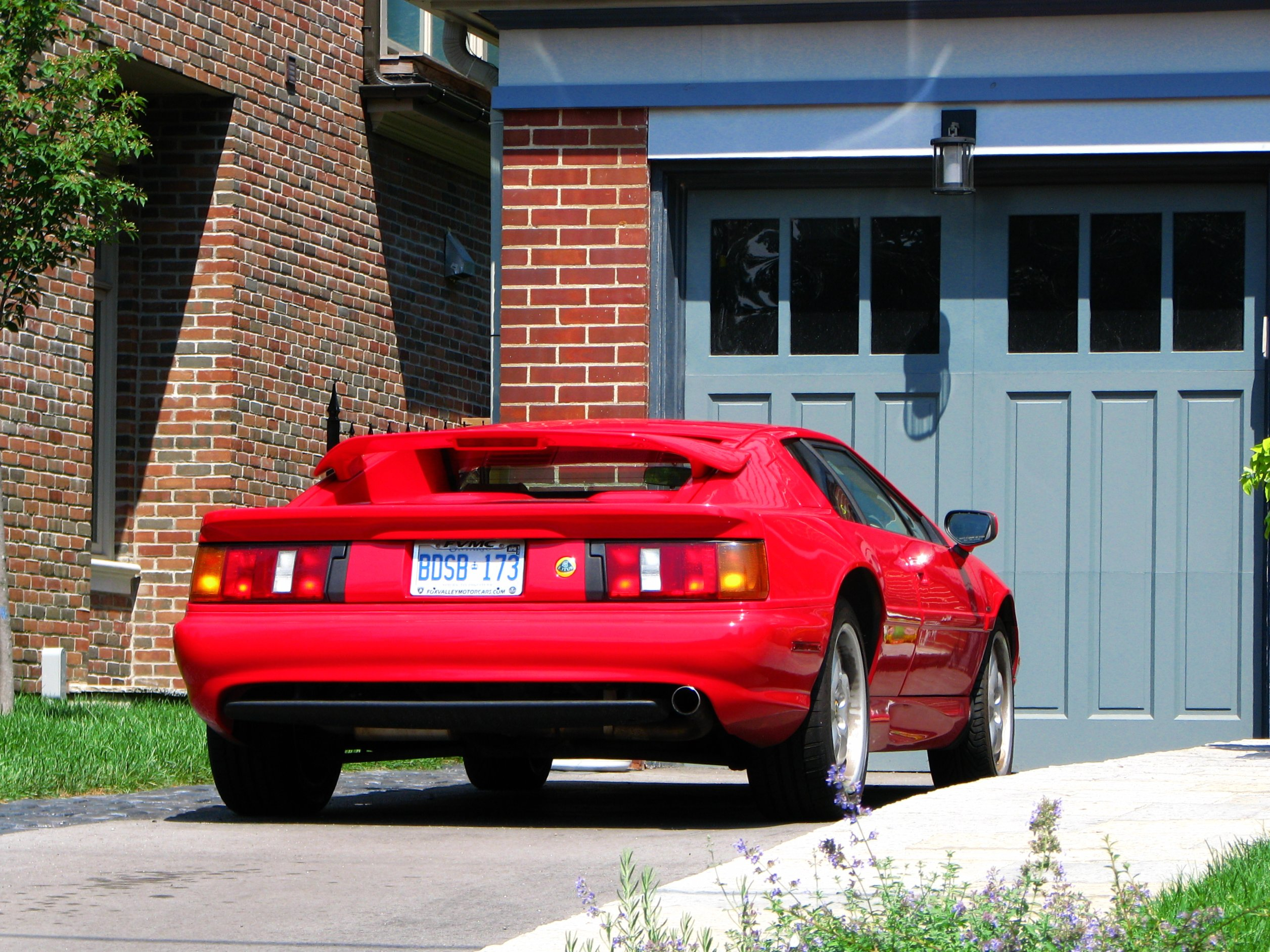
AE86のリアコンビネーションランプが流用されたロータス・エスプリ

なお、当時トヨタと提携関係のあった英国ロータス社の「エスプリ」には、AE86前期型レビンのリアコンビネーションランプが使用されていた。

## AE85（1.5L車）
4代目カローラレビン/スプリンタートレノのうち、3A-U型 1.5L 直列4気筒SOHCエンジンを搭載する車両はAE85という型式が与えられ、通称「ハチゴー」と呼ばれる。
最高出力が83 PS（グロス値。後期モデルは85 PS）と非力で、スポーツ走行に不向きであることからAE86ほどの人気はないが、その分車両価格が安価であることや、AE86より軽量であることなどから、改造や｢ハコ替え｣用のベース車両として重宝される。4A-Gを搭載して｢85改86｣なるエンジンスワップ車を制作する改造が主流である。前述の『頭文字D』では、主人公の友人がAE86を購入しようとして誤ってAE85を購入してしまうエピソードが描かれた。
なお、AE85にも当時流行した「女性仕様」なるものが存在し、タコメーター非装着・ピンク等明るい色のシート・AT仕様を選びやすくした「ライム」「リセ」（それぞれレビン/トレノ）と呼ばれるグレードもあった。これらのグレードは同時期に販売されていたトヨタの小型乗用車（カローラセダンやスターレット等）にも設定されており、仕様もほぼ共通していた。

### AE85とAE86の差異

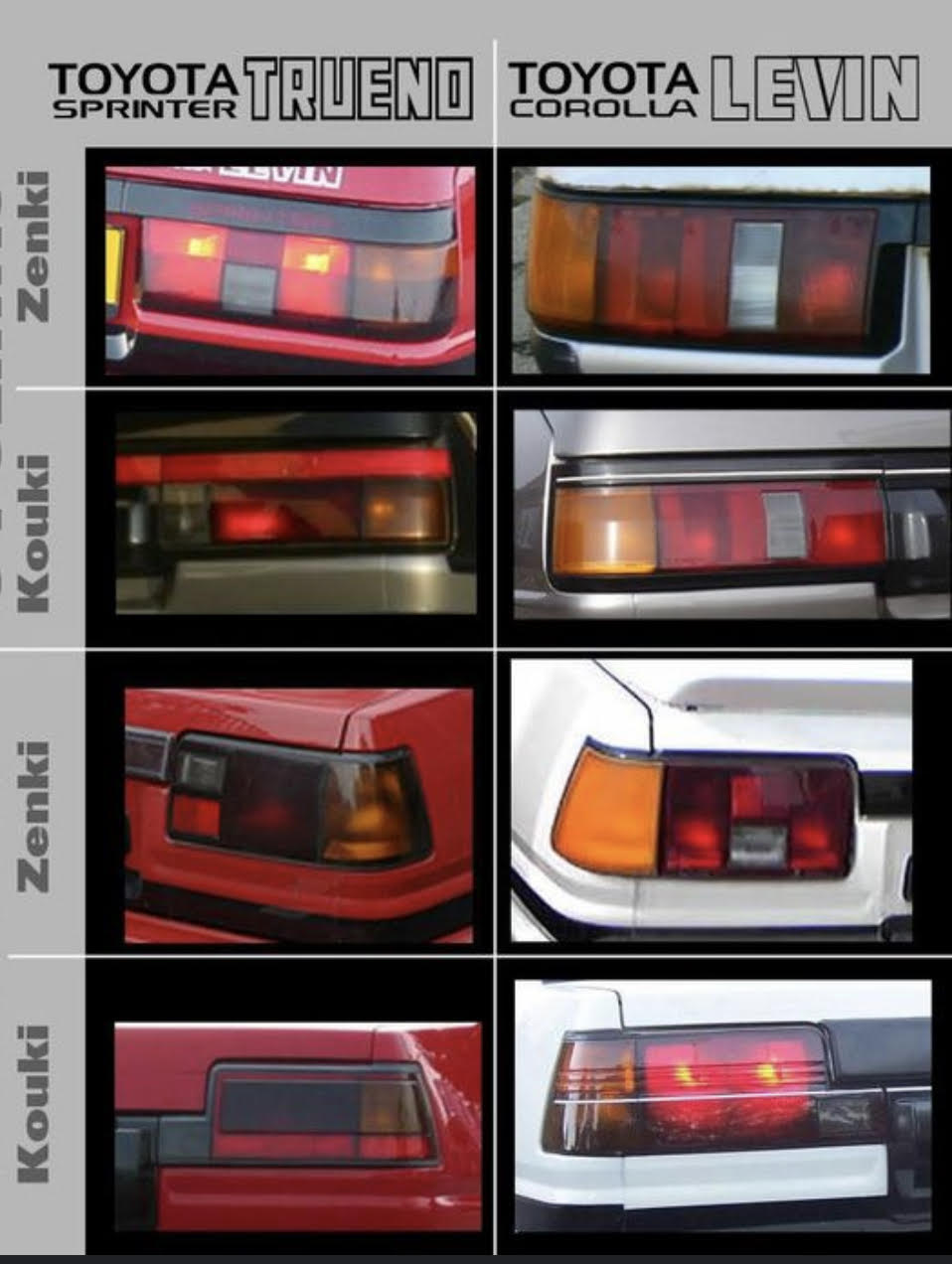
エンブレムとテールライト一覧。上から3ドア前期型、3ドア後期型、2ドア前期型、2ドア後期型。

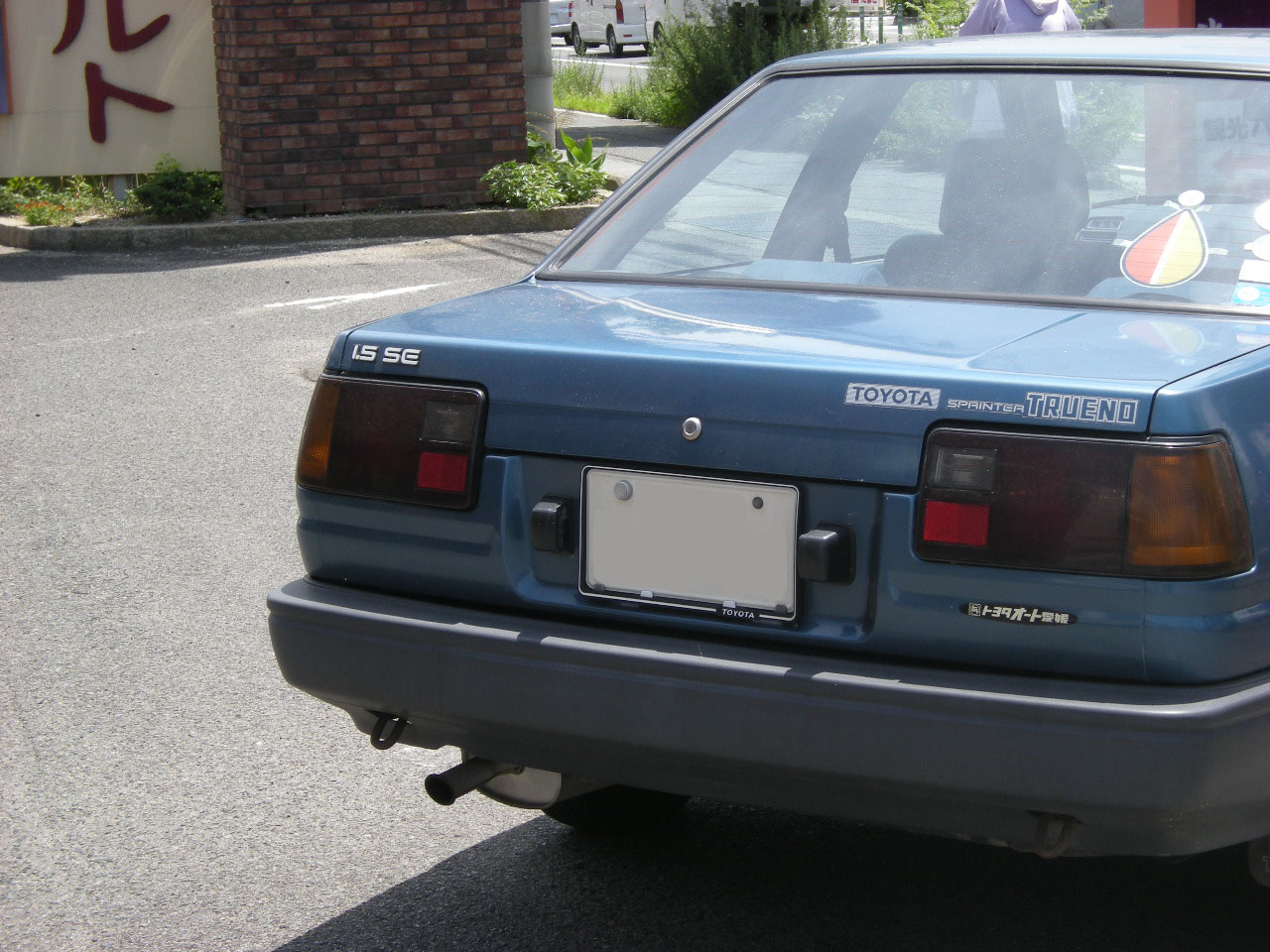
リアトランク。左側のステッカーはグレード名を、右側のステッカーは車名を表す。

同一車種のグレード違いであるため外観上はほとんど差異がなく、グレードのステッカー程度でしか見分けがつかない。補修・リペイント等で失われていたり色が変わったりしている場合、外観のみで見分けるのは極めて困難となる。
もっとも、型式名に関しては車検証や、モノコックに打刻された車体番号やコーションプレートといったもので簡単に区別がつく。
一方で、機構面では一般に知られるエンジンの差異以外にもかなり異なっている。AE85をベースにAE86と同等の車両を製作する場合は、前述の理由からエンジン、駆動系、足回りを総移植し、改造車としての公認を取得しなければならない。
- 外装
リアトランクのステッカー
グレード名を表記するもので、AE86の場合はGT-APEX、GT-V、GTであるのに対し、AE85ではSR、SE、XL、GLとなる。
コーナリングランプ（後期トレノのみ）
AE86では標準装備だが、AE85には装備されていない。

- エンジン・補機類
エンジン
AE86は1.6 L DOHCの4A-GEU型、1.6 L SOHCの4A-C型（北米仕様のAE86Lの廉価グレードのみ）を搭載し、AE85は1.5 L SOHCの3A-Uを搭載する。
4A-GEU型はインジェクションであるが、4A-C型及び3A-U型は共にキャブレターである。
エキゾースト
AE86とAE85で左右位置が逆になる（出口位置は同じ）。

- 駆動系
プロペラシャフト
AE86のプロペラシャフトは2分割式だが、AE85及び北米仕様のAE86LのSOHC車は1本物。
デフ
AE86のサイズが6.7インチであるのに対して、AE85は6インチ。
トランスミッション
AE86はT50型であるが、AE85及び北米仕様のAE86LのSOHC車はKP61型スターレット等と同一のK50型。
クラッチ
AE86は油圧式だが、AE85および北米仕様のAE86LのSOHC車はワイヤー式。

- 足回り
スタビライザー
北米仕様の4A-C搭載車を含むAE86のリアサスペンションにはスタビライザーが装着されるが、AE85（3ドアSRを除く）には未装着。
フロントブレーキ
AE86はベンチレーテッドディスクであるのに対し、AE85および北米仕様のAE86LのSOHC車は共にソリッドディスク。
リアブレーキ
AE86（2ドア競技ベースの「GT」を除く）はディスクブレーキであるのに対し、AE85および北米仕様のAE86LのSOHC車はリーディング・トレーリング式のドラムブレーキ。

- 内装
タコメーターのレッドゾーン
AE86は7,600 rpmからだが、AE85及び北米仕様のAE86LのSOHC車は共に6,000 rpmからとなる。
油圧計の有無
AE86のアナログメーターにはタコメーター下に油圧計が備わるが、AE85にはなく油圧警告灯のみ備わる。
ステアリング
AE86（2ドア競技ベースの「GT」を除く）は3本スポークのスポーツステアリングが装着されるが、AE85および北米仕様のAE86LのSOHC車は共に2本スポークのベースのカローラ・スプリンターと同じステアリングが装着される。
シート
AE86はサイドサポート部分が茶色の革製シートであるが、AE85は一般的な灰色のモケット地である。

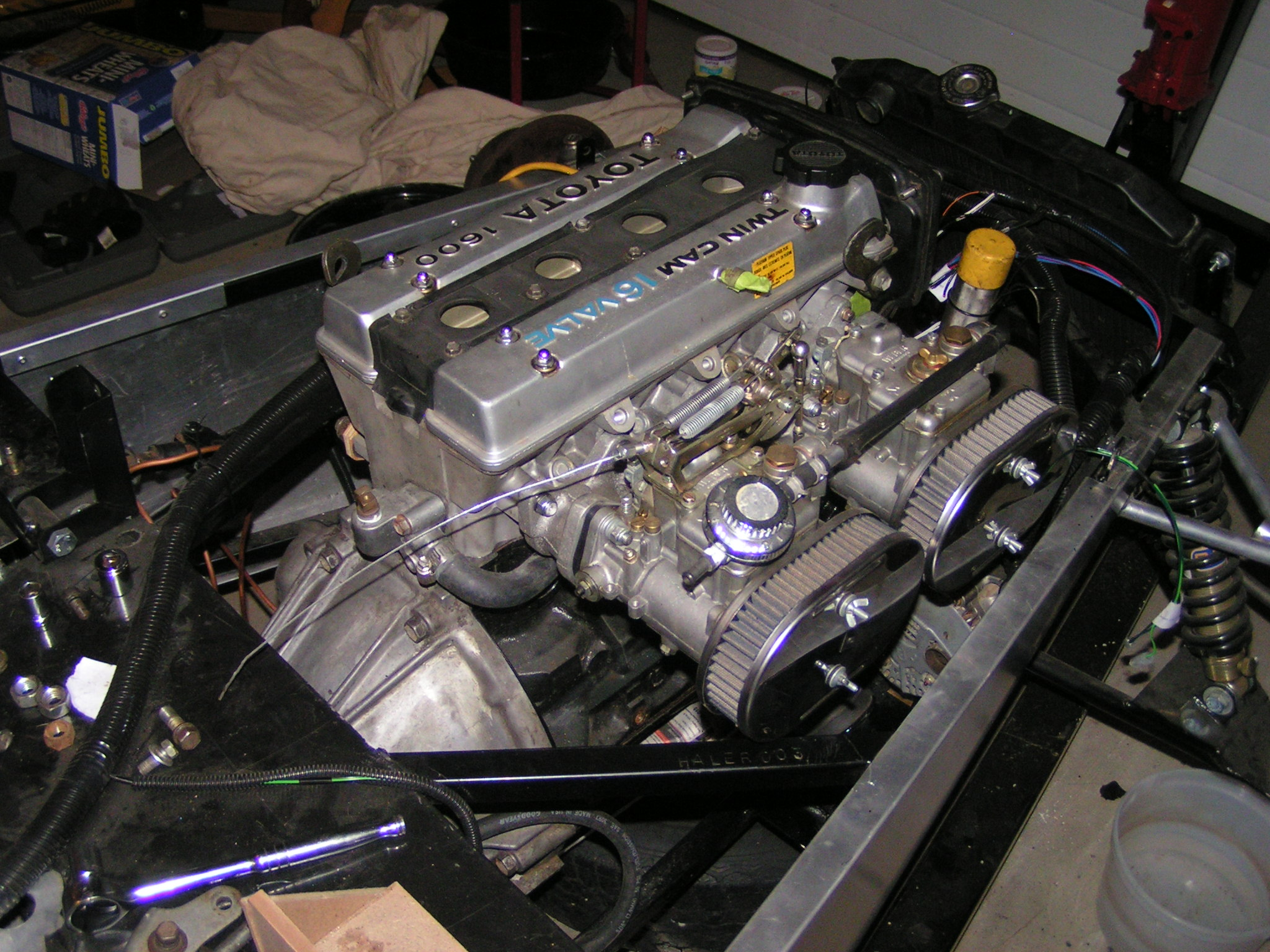
4A-GEU型エンジンとT50型ギアボックス
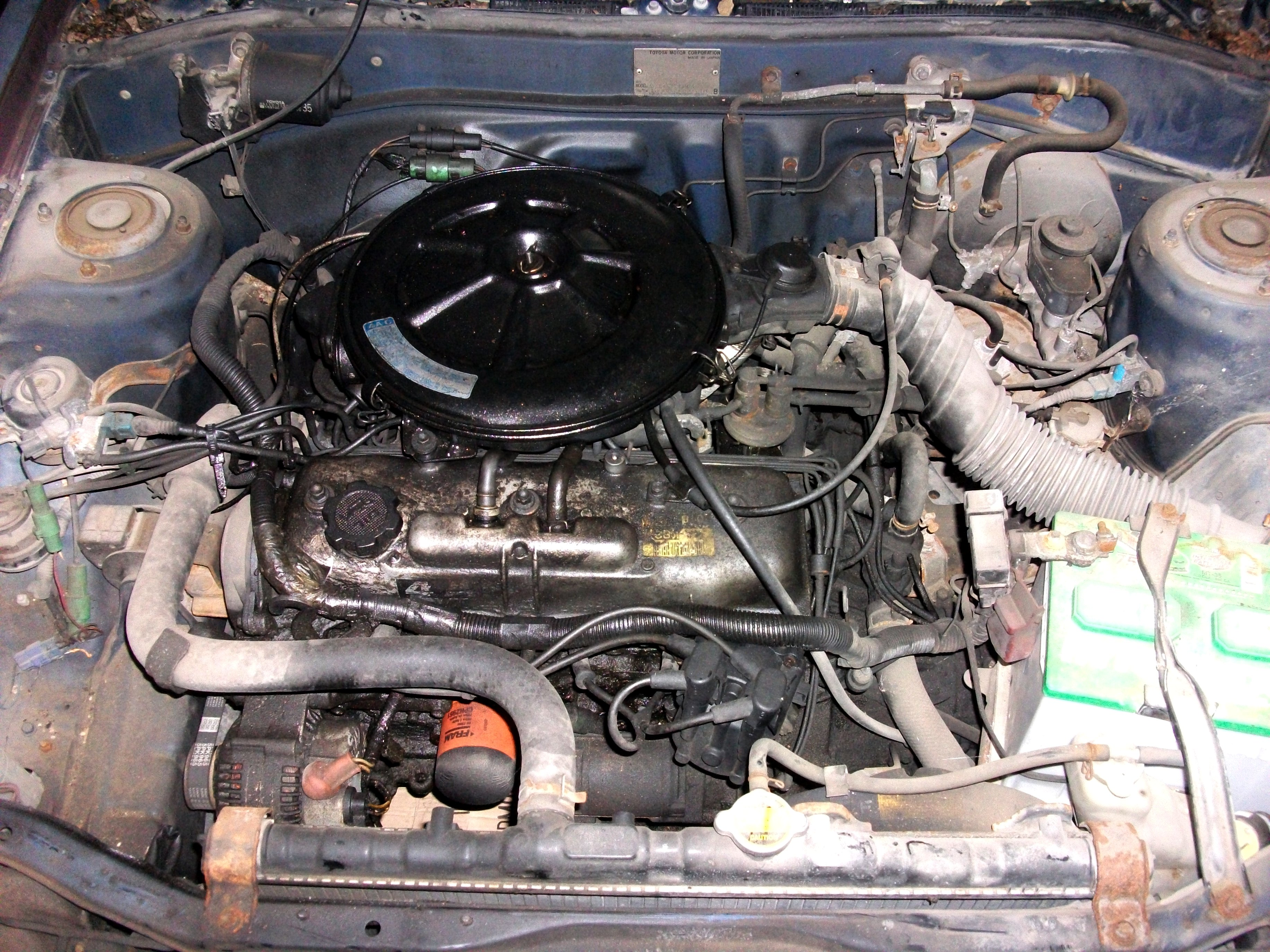
4A-C型エンジン
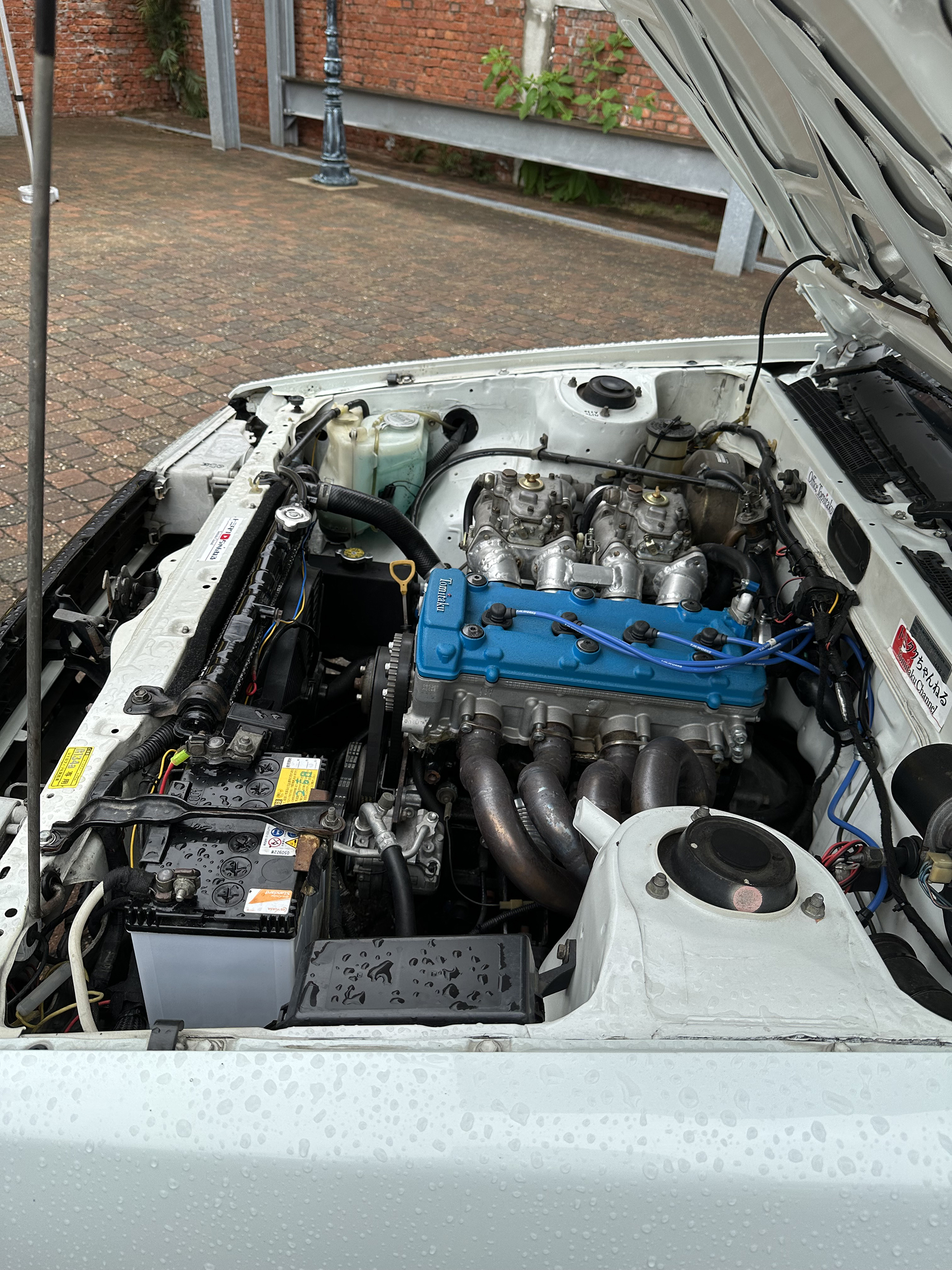
3A-Uエンジン

## モータースポーツ

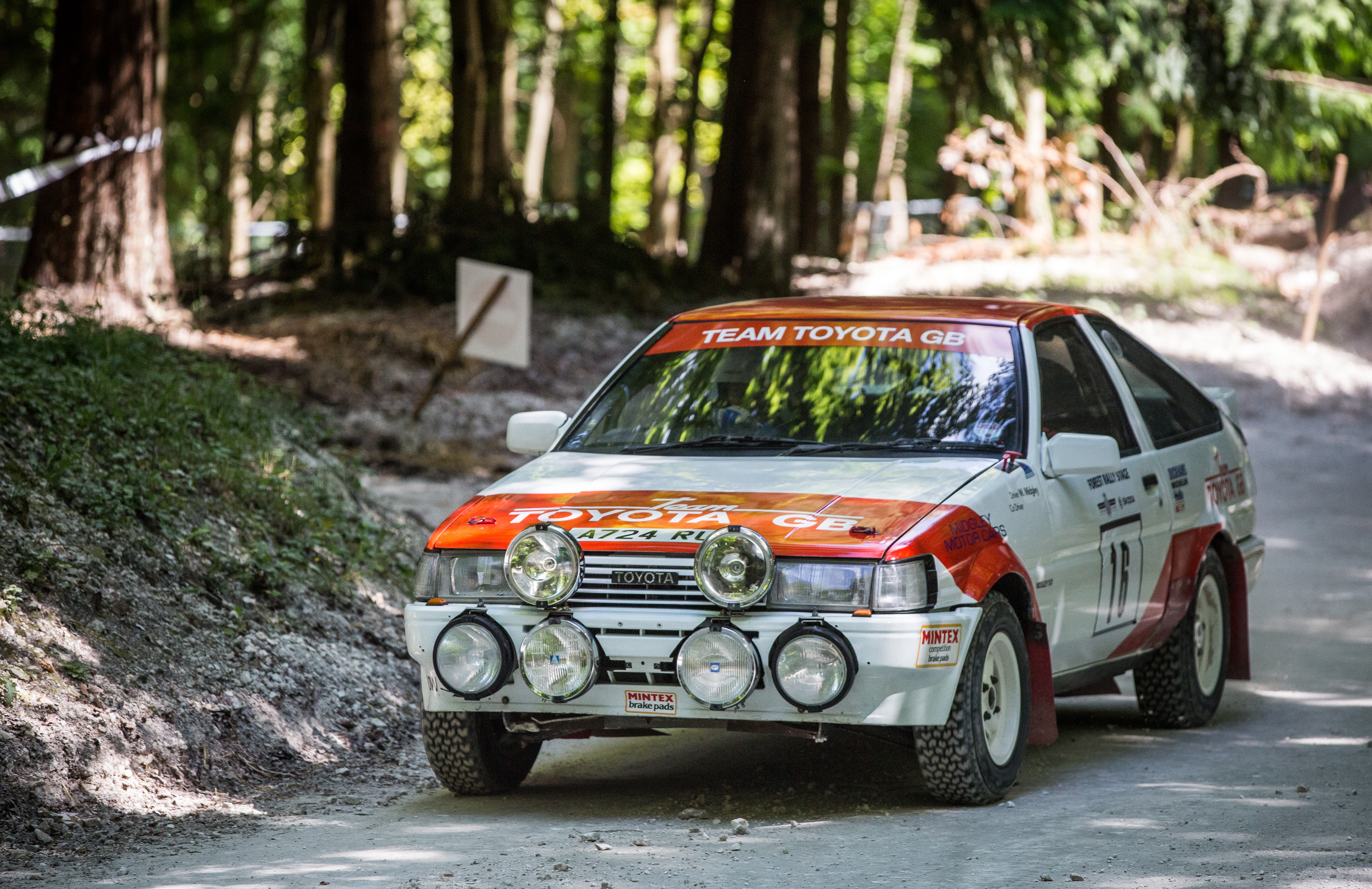
イギリスラリー選手権にて

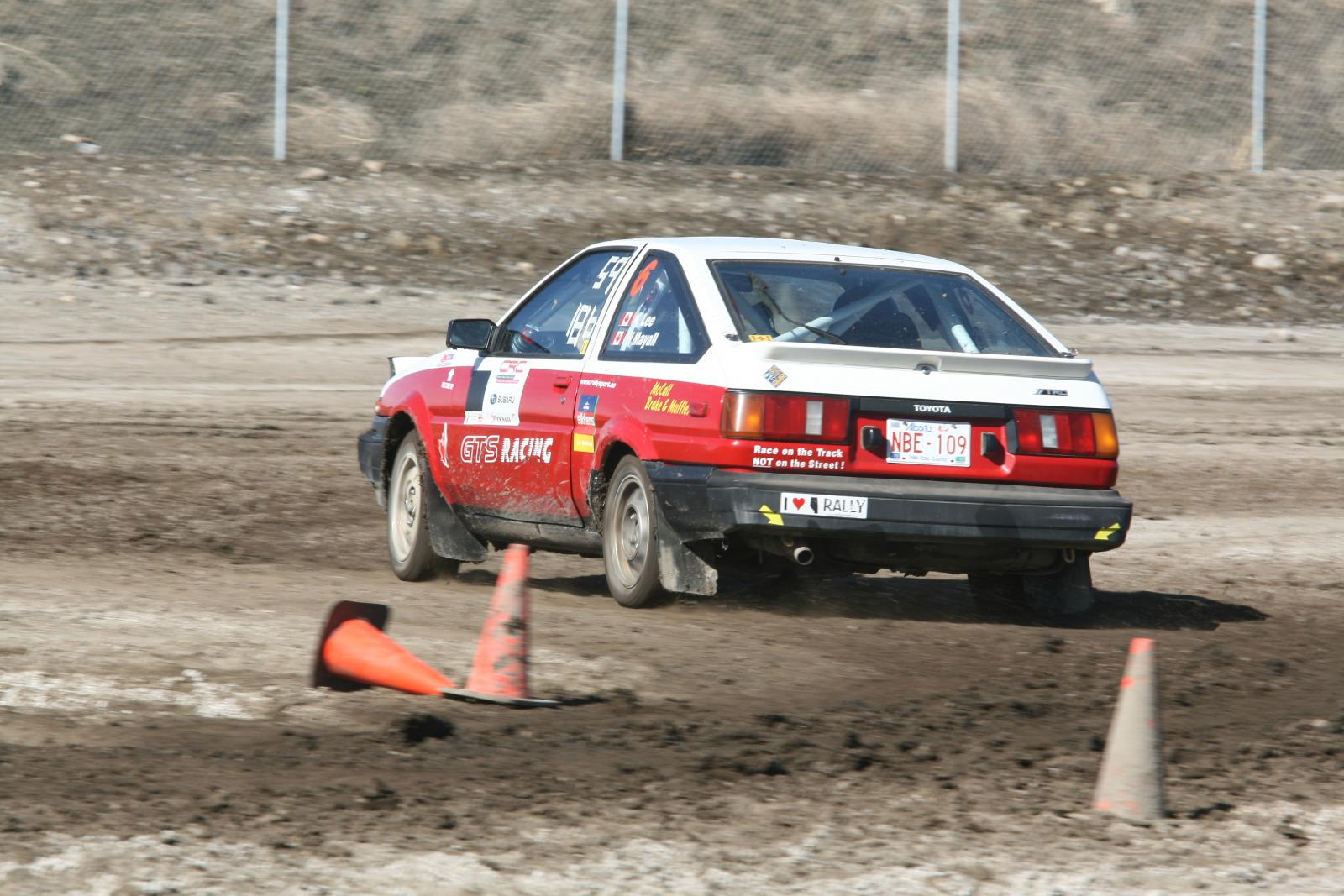
カースポーツクラブコクピット・ラリーXにて

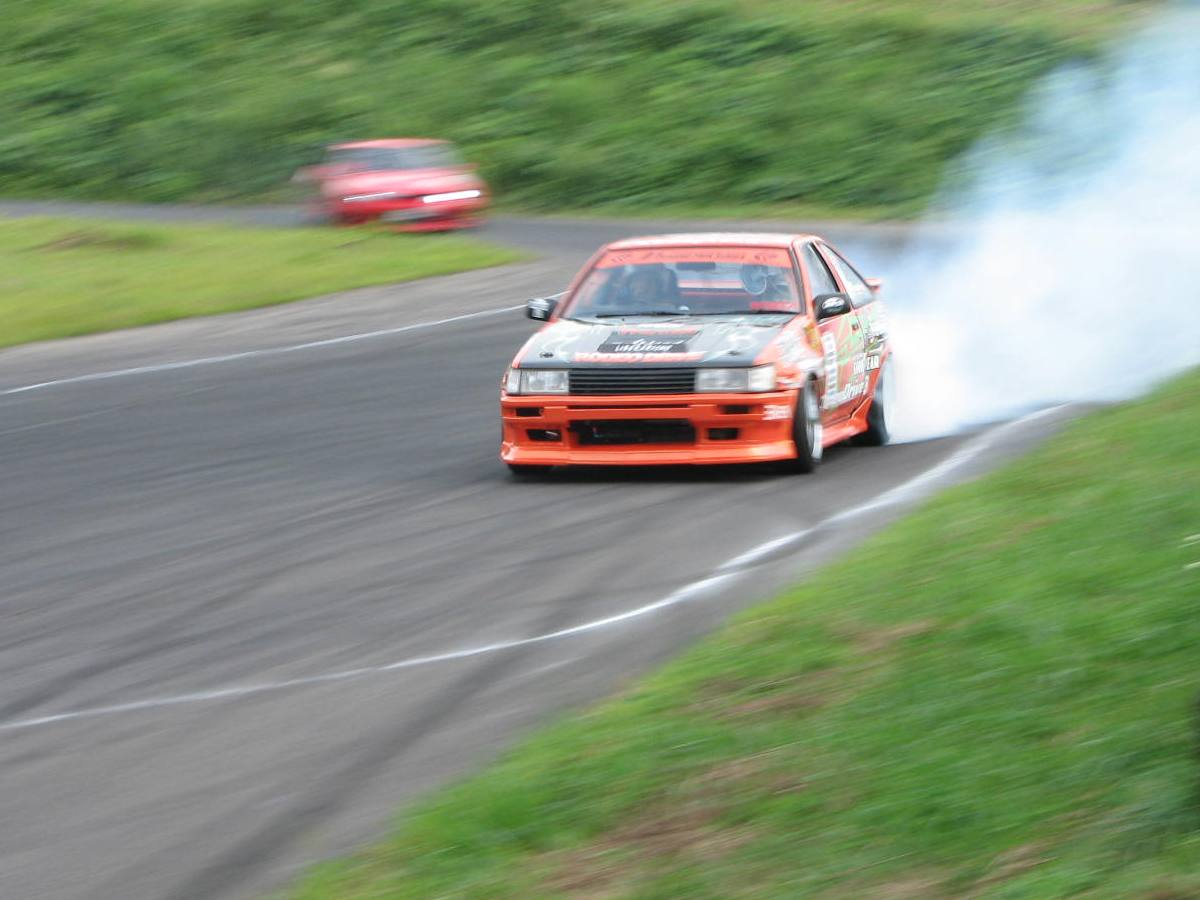
全日本プロドリフト選手権（D1GP）にて

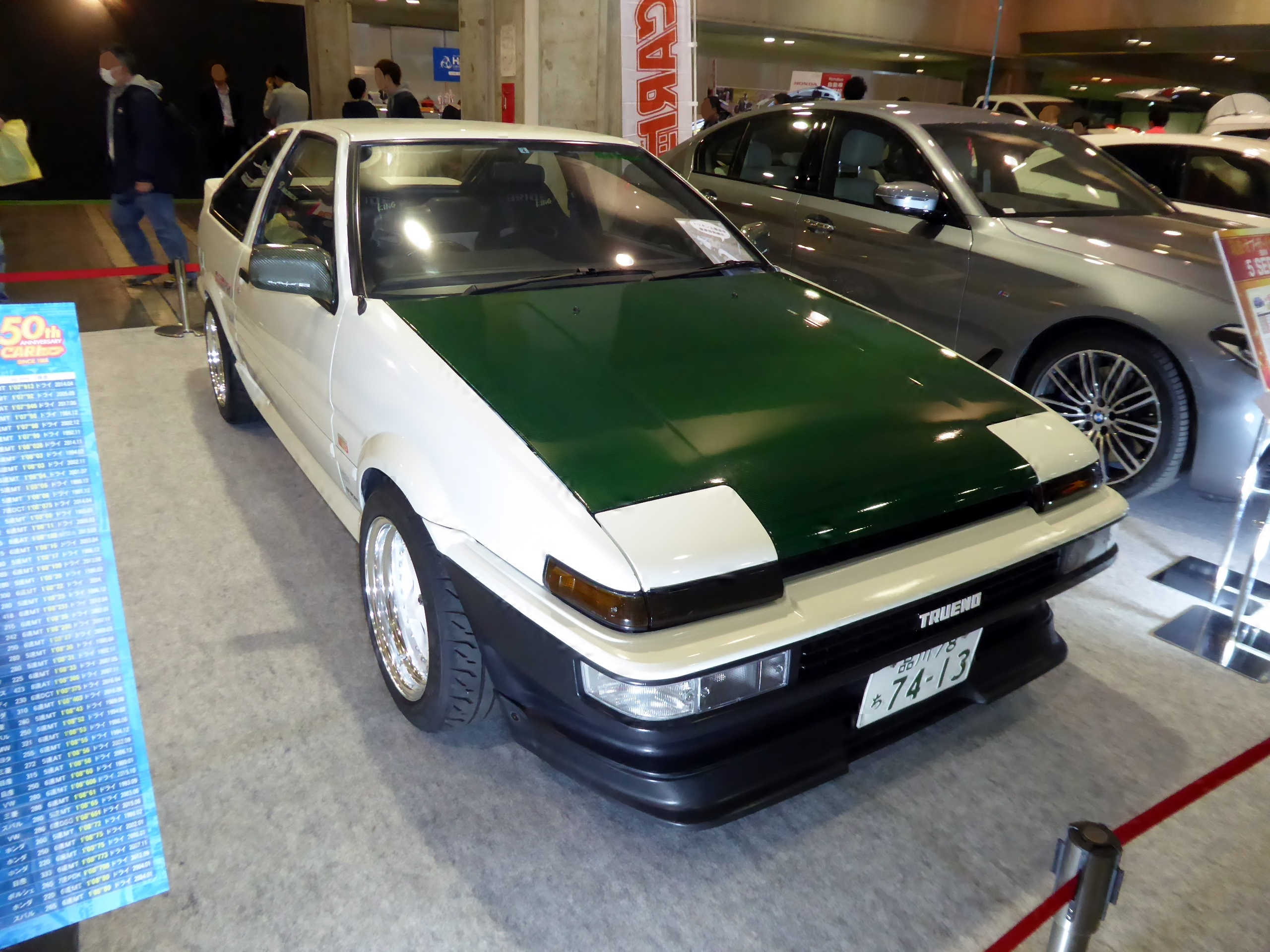
土屋圭市所有のAE86トレノ

1985年から始まったグループA規定のJTC（全日本ツーリングカー選手権）に参戦し、2.0 L以上の排気量を持つライバルの三菱・スタリオンや日産・スカイラインらを相手に善戦、1985年と1986年にスポーツランドSUGOで総合優勝を飾った。
1986年と1987年のBTCC（イギリスツーリングカー選手権）ではフォード・シエラやBMW・635CSiらを破り、クリス・ホジェッツがドライバーズチャンピオンを獲得している。またETC（ヨーロッパツーリングカー選手権）でもほぼ唯一の日本車勢として複数のエントラントから人気を集め、1983年スパ・フランコルシャン24時間レースのグループA・Div.1でクラス優勝を果たすなど、海外でも大きな戦果を挙げている。
サーキットのみならずラリーやジムカーナでも人気を集め、現在でも様々な競技で活躍が見られる。国内ラリーにおいては、扱いやすく丈夫で安価な車体やバリエーションに富んだ安価なパーツが大量に供給されていた等の理由により、全日本ラリー選手権からローカルイベントまでプライベーターを中心に大量のAE86がエントリーしていた。そのためシェアは圧倒的であったが、トップカテゴリーである全日本ラリー選手権においては一部の有力チームが使用していた1.8 Lターボ車の三菱・ランサーターボ（タスカ・エンジニアリング＝ADVANラリーチーム）や、3.0 Lターボ車の日産・フェアレディZ（NISMO）の後塵を拝すことも多く、タイトル獲得には至らなかった。
また1984年と1985年に、市販車無改造の二輪駆動車でパリ・ダカール・ラリーへの挑戦を続けていた横田紀一郎が3代目カリーナの後継車として2ドアレビンを選択するも、結果はリタイアに終わっている。
その他、全日本GT選手権（JGTC）のGT300クラスにおいてKRAFTが改造したAE86（3ドアトレノ）が参戦していた。エンジンはGT500クラス用の3S-GTE型をデチューンしたユニットが搭載され、足回りは規定上ノーマルのサスペンションを型式名の上では踏襲していたが、原形を留めないほどの改造が施されていた。最高5位で表彰台には手が届かなかったが、折からの『頭文字D』による人気もあって大きな注目を集めた。しかし、2001年にスポーツランドSUGOで行われた引退レースで炎上し、リタイアという形で終わった。
ホモロゲーションが切れた現在においてもJAF公式戦として岡山国際サーキットで行われているチャレンジカップレース等、AE86を使用したレースが行われている。生産終了から30年以上経過した車両が公式レースでのベース車として使用されることは稀なケースである。なお、ベース車は車体の構造上レビンが圧倒的だったが、2000年代以降は『頭文字D』による人気もあり、トレノベースの車両も増えつつある。
D1グランプリ（D1GP）では、シリーズ黎明期の2000年代には車重の軽さを活かした走りを見せていた。多くの選手が使用する日産・シルビアや日産・180SXとの大きな馬力差を埋めるため、エンジンのターボ化やナイトラス・オキサイド・システム（NOS）の搭載、AE101型やAE111型のエンジン、もしくは日産・SRエンジンへの換装など、様々なチューニングを施したAE86が参戦していた。2002年には植尾勝浩のAE86がシリーズチャンピオンを獲得。2004年には日比野哲也が第3戦で2位入賞を果たし、2005年には吉岡稔記が第4戦で優勝を果たしている。2009年には、日比野哲也が5バルブエンジンには珍しい排気量アップ仕様のエンジン（俗に言う5A-G）にNOSを搭載した最高出力370 PSのトレノ（2ドア）を駆り参戦、シリーズ5位に入賞した。しかし、2010年代以降は馬力差の拡大や、NOSの搭載がレギュレーションで禁止されたこともあり、AE86で参戦する選手は少なくなっている。2023年現在は、初年度からAE86で参戦を続ける田所義文のみがAE86を使用している。
しかしAE86の功績はレースの結果以上に、土屋圭市、谷口信輝、織戸学、勝田範彦、飯田章、ヤリ＝マティ・ラトバラ、ケン・グシ（具志健士郎、en:Ken Gushi）といった古今東西の多数のドライバーの初期のモータースポーツキャリアを支えたり、四輪レースを始めるきっかけを作ったところが大きい。特に1984年の富士フレッシュマンレースでは、土屋はトレノで6連勝（全勝）を果たしてシリーズチャンピオンを獲得し、翌年のグループAへのステップアップに繋がっている。またこの時、AE86で日産・スカイラインを追い回すドリフト走法を見せたことが、現在に至るまでの土屋の異名である「ドリフトキング（ドリキン）」の由来となっている。

## カローラスポーツ（北米仕様車）

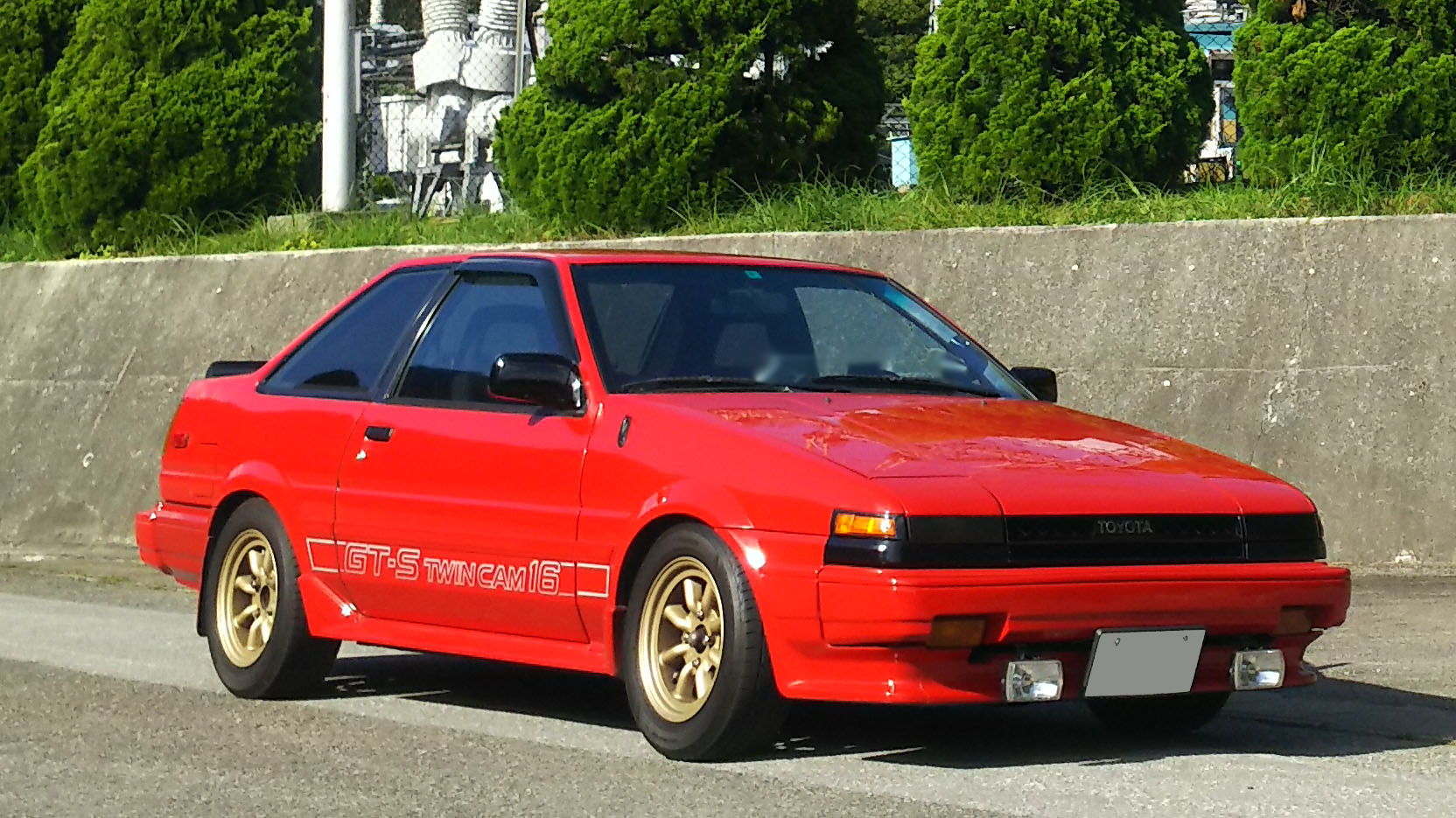
カローラスポーツ GT-S 2ドア

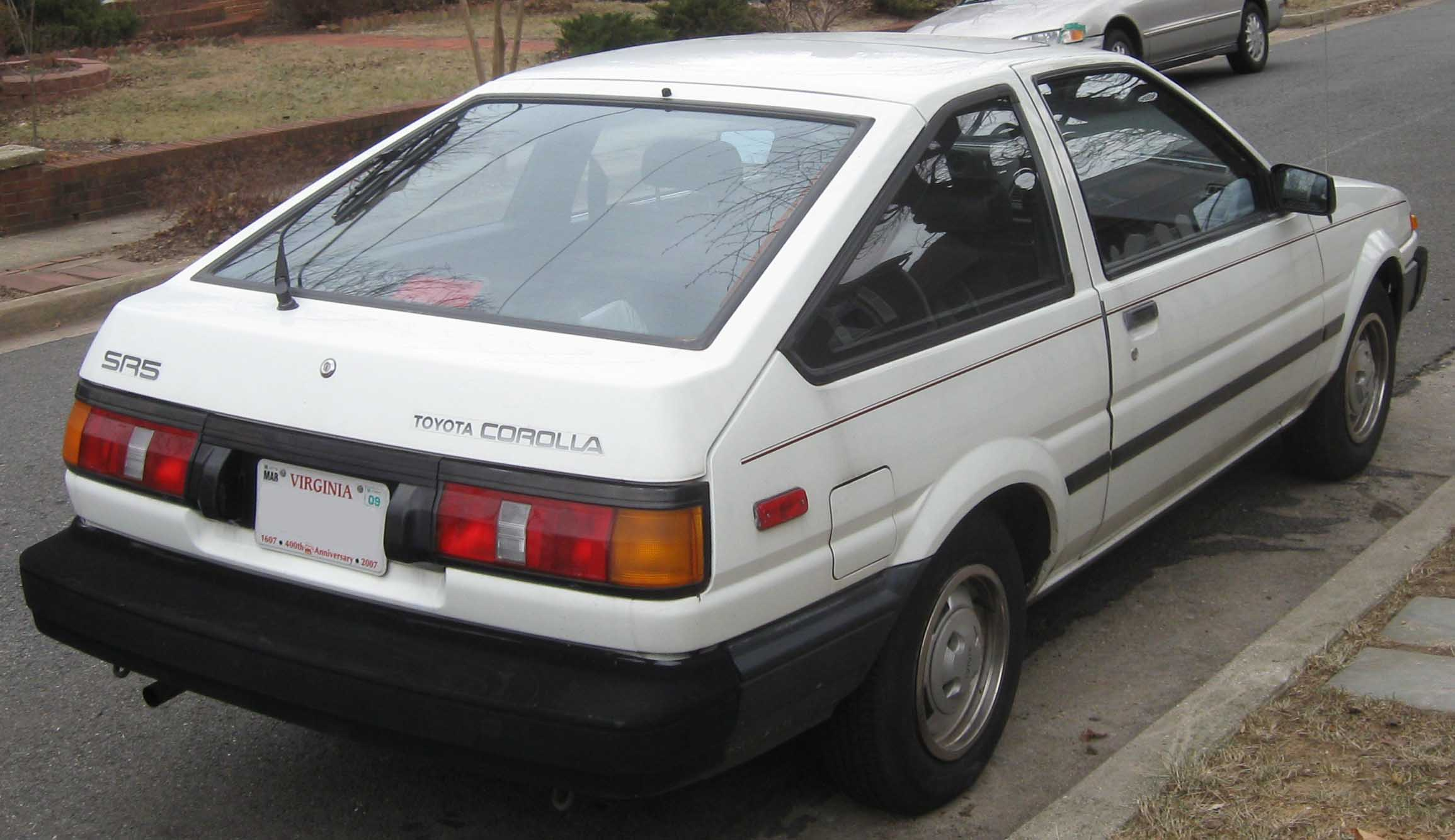
カローラスポーツ SR5 3ドア

アメリカをはじめとした北米市場では、カローラスポーツ（COROLLA SPORT）の車名で販売された。ボディタイプは2ドアと3ドアの2種類で日本仕様と同一だが、当時の北米ではSAE規格型のシールドビームヘッドライトを装着することが義務づけられていたため、リトラクタブル・ヘッドライトを採用したトレノに似たフロントマスクしか存在しない。テールライトは全モデルでレビンと同一である。グレードはSOHCエンジン搭載の下位グレード「SR5」と、DOHCエンジン搭載の上位グレード「GT-S」の2種類で、型式呼称は「SR5」がAE86、「GT-S」がAE88である。(但し、これはVINコードでの型式で、エンジンルームのビルドプレートにはAE86と刻印されていた。また、SR5にはAE85の刻印が打刻されているものもある。)。
北米仕様車の注意点は、カローラ/スプリンターが実用車であるという性格上、足車として使われていたため中古車市場では過走行の個体が多い点や、EGR（排気ガス還流装置）を備えるため日本仕様や欧州仕様よりも不具合を起こしやすい点などである。
現地においても、JDMブームや『頭文字D』の影響で人気が再燃し、アメリカにおけるパワーアップの常套手段ともいえる、V型8気筒エンジンへのエンジンスワップが行われている車両もある。シボレー・コルベットに搭載されるLS1型エンジンや、セルシオ（レクサス・LS）に搭載される1UZ型エンジンが主に用いられる。

## 関連イベント

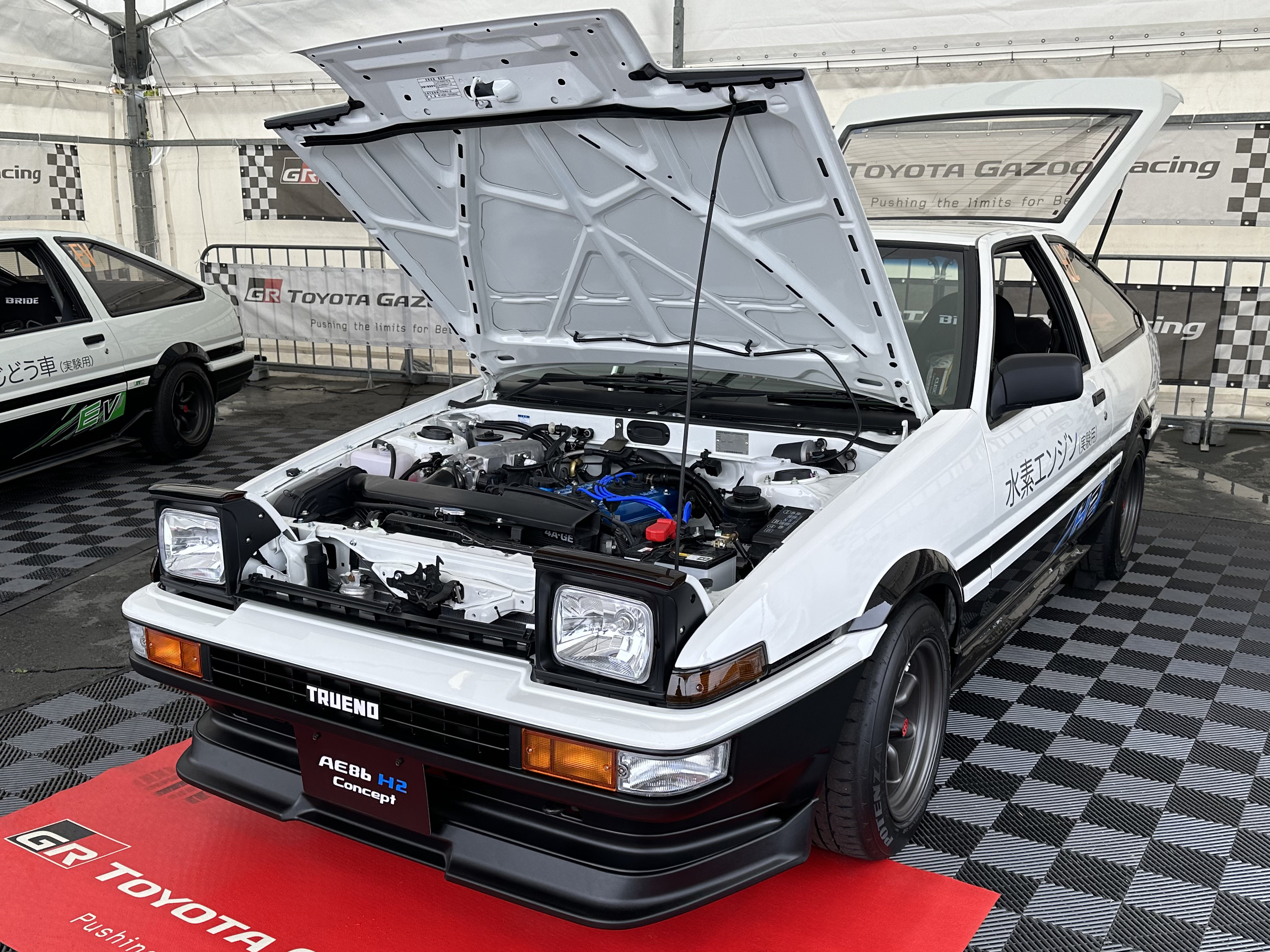
AE86 H2 Concept

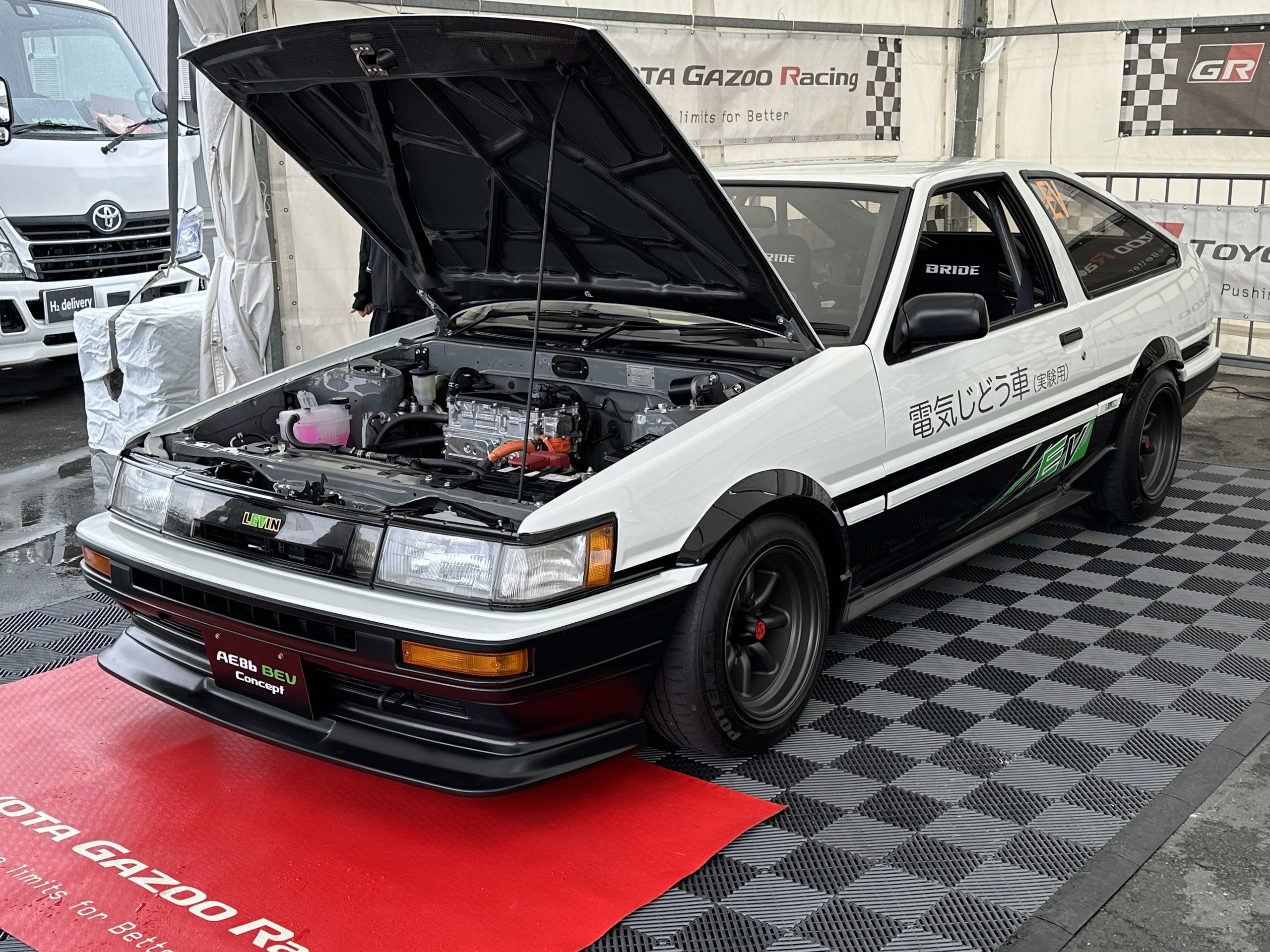
AE86 BEV Concept

東京都江東区の臨海副都心にあるトヨタ自動車のショールームスペースMEGAWEBでは2005年10月18日から2006年2月19日まで、ヒストリーガレージにて「レビン&トレノ展」を開催し、頭文字D仕様のレプリカ等が展示していた。
また、2007年11月14日から2008年2月17日まで、同じくMEGAWEBのヒストリーガレージで「劇中車展」が開催されており、カーランドの頭文字D仕様のスプリンタートレノが展示されていた。
東京オートサロン2023（2023年1月13日 - 1月15日）では、AE86を水素自動車およびBEVに改造したコンセプトカー「AE86 H2 Concept（トレノ）」および「AE86 BEV Concept（レビン）」がトヨタから出展された。両者ともAE86のオリジナルの状態を極力そのまま残しており、MTとクラッチも存置されているほか、「AE86 H2 Concept」では元の4A-G型を水素エンジンに改造したユニットを搭載する。また、サイドドアには『頭文字D』を彷彿とさせる「水素エンジン（実験用）」および「電気じどう車（実験用）」という文字が書かれている。

## グレード

### AE86
- GT-APEX

1.6 L車に存在する最上級グレードで、リアワイパーやパワーステアリング(前期型3ドアのみパワーステアリング無しが選択できた)、デジタルメーターが標準装備(2ドア、後期型はオプション)され、2ドア3ドアのレビン・トレノに存在する。また前期型では2トーンカラーはこのモデルのみとなる。トランスミッションは前期型は5速MTのみだったが、後期型では電子制御（ECT-S）4速ATが追加で設定された。
- GT-V

1.6 L・3ドア車に存在する競技用ベースモデルで、パワーステアリングとリアワイパーは非装備、メーターもアナログのみとなる。ステアリングギアのロックトゥロックが3.0回転となっており、ノンアシストであることも含め、他のグレードに比してダイレクトでクイックな操舵が可能。3ドアのレビン・トレノに存在する。トランスミッションは5速MTのみ。
- GT

1.6 L・2ドア車に存在する競技用ベースモデルで、GT-Vよりさらに装備が簡略化され、リアブレーキが自己サーボ機能で拘束力に優れるリーディング・トレーリング式ドラムとなり、ステアリングホイール、およびシート表皮などが後述するAE85の2ドアレビン・トレノの各SE系グレードにほぼ準拠したものとなる。トランスミッションはGT-APEX同様、前期型は5速MTのみだったが、後期型では電子制御（ECT-S）4速ATが追加で設定された。
- GT-S

北米におけるカローラスポーツの上位グレードで、4A-GEC型 DOHCエンジンを搭載する。
- SR5

北米におけるカローラスポーツの下位グレードで、4A-C型 SOHCエンジンを搭載する。

### AE85

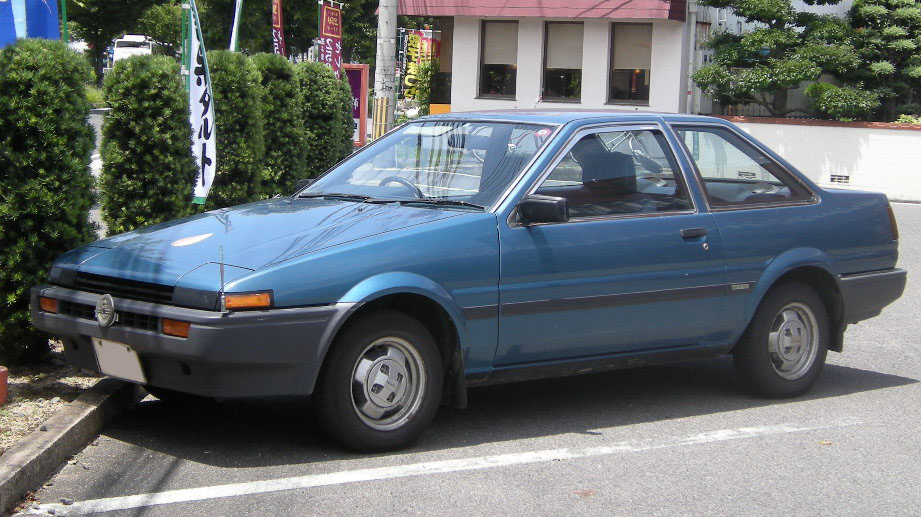
トレノ・2ドアSE

- SR[注釈 10]

1.5 L・3ドア車に存在するスポーツバージョンで、ストラット式サスペンションの構造やボディが1.6 Lモデルと共通である。トランスミッションは5速MTのみ。
- SE

1.5 L・2ドア車に存在するグレードで、カローラ / スプリンターのラグジュアリー系グレード用ステアリングホイールと、スポーツシート、そしてタコメーターなどが装着される。トランスミッションは5速MTのほか、油圧式4速ATが設定される。
- GL-Lime / XL-LIsse

1.5 L・2ドア車に存在するグレードで、最下級グレードをベースに装備を豪華にし、パワーステアリングを標準装備した女性仕様。GL-Limeはレビン、XL-LIsseはトレノに設定され、読みはそれぞれ「ライム」「リセ」となる。トランスミッションは5速MTのほか、油圧式4速ATが設定される。なお、本グレード以下の下位グレードは全てタコメーターが非装備となる。
- GL / XL

1.5 L・2ドア車に存在する、AE8#系カローラ/スプリンターの最下級グレード。GLはレビン、XLはトレノに設定される。トランスミッションは5速MTのほか、油圧式4速ATが設定される。

### 特別仕様車
- ブラックリミテッド[注釈 11]

1986年1月、後期型トレノ3ドアの最上級グレード「GT APEX」をベースとしてモノトーンのブラック外装色にゴールドのエンブレムステッカー、及びドアサイドに張られた「BLACK LIMITED」のステッカーとピンストライプ、リアガーニッシュにプリントされた「BLACK LIMITED」の文字やゴールドに塗装された専用の14インチアルミホイール（GX70系マークIIと共通部品）が外観上の特徴となる。内装はメーターの照明や目盛りがオレンジ色に変更された専用品となり、フロントシート表皮の材質が一部変更され、オレンジ色で「APEX」の刺繍が入れられる。また、シートバック部分にはオプションでも設定のないネット状のポケットが装備されるなど、形状こそ「GT APEX」のものと共通となっているが、細かな部分で標準車と差別化を図っている。ステアリングのホーンパッドにはゴールドで「TWINCAM 16」の文字が入り、シフトノブのシフトパターンの文字もオレンジ色で統一、さらにワインレッドの専用フロアマットを装備するなど、内装・外装ともに隅々まで特別感を演出した。また、通常グレードではオプション設定だったパワーウインドウが唯一標準装備されている。
- コンバーチブル

トヨタオート多摩がディーラーオリジナル商品として企画・販売したもので、後期型トレノ2ドアをベースにルーフをカットしてソフトトップを装着した改造車である。

## ポピュラー・カルチャー
- 走り屋を題材とする漫画作品『頭文字D』の人気を受け、90年代以降のドライビング・シミュレーションゲーム（グランツーリスモ、Forza Motorsport等）では、AE86が数多く収録されている。
- クライム・アクションゲームのグランド・セフト・オートIV、グランド・セフト・オートVでは、AE86のクーペ(トヨタ・カローラレビン)をモチーフにした「Futo」というモデルが登場している。Vには後のアップデートでハッチバック(トヨタ・スプリンタートレノ)をモチーフにした「Futo GTX」が追加された。